# 小川町 (屏東市)

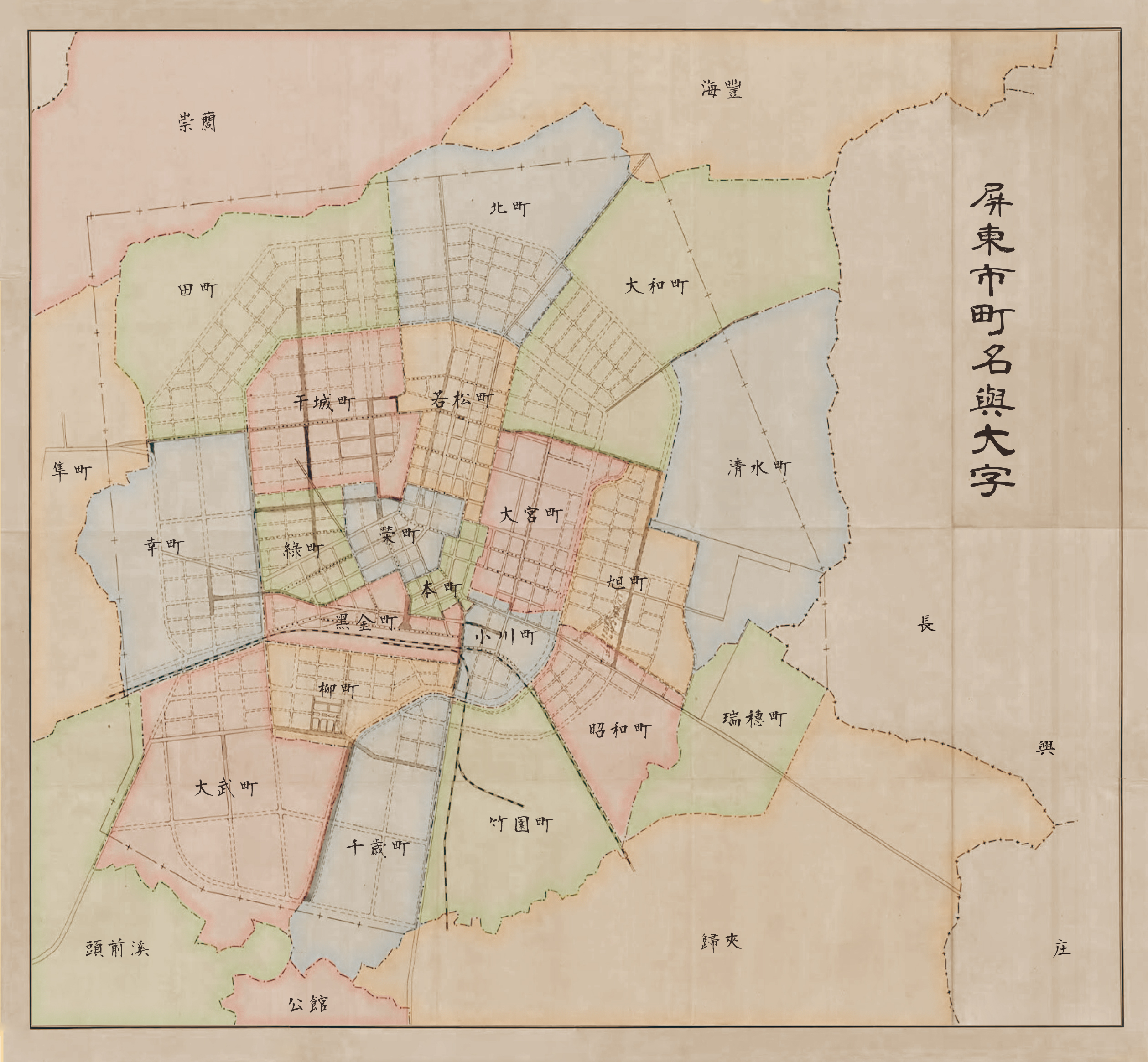
屏東市町名與大字

小川町為屏東市在台灣日治時期的一個行政區，分為二丁目，於1939年4月1日設立，為屏東市的21個町之一。其於阿緱街在1918年提出的町名改正構想中已出現，町名來自流經町東南側的「蕃仔埔溪」（今萬年溪）。小川町的範圍為現今地籍楠樹腳段一至二小段，大約為勝豐里、慶春里、金泉里、平和里南側和楠樹里南側。

## 町內設施
- 屏東醫院（衛生福利部屏東醫院前身，原址現為屏東市中央市場）

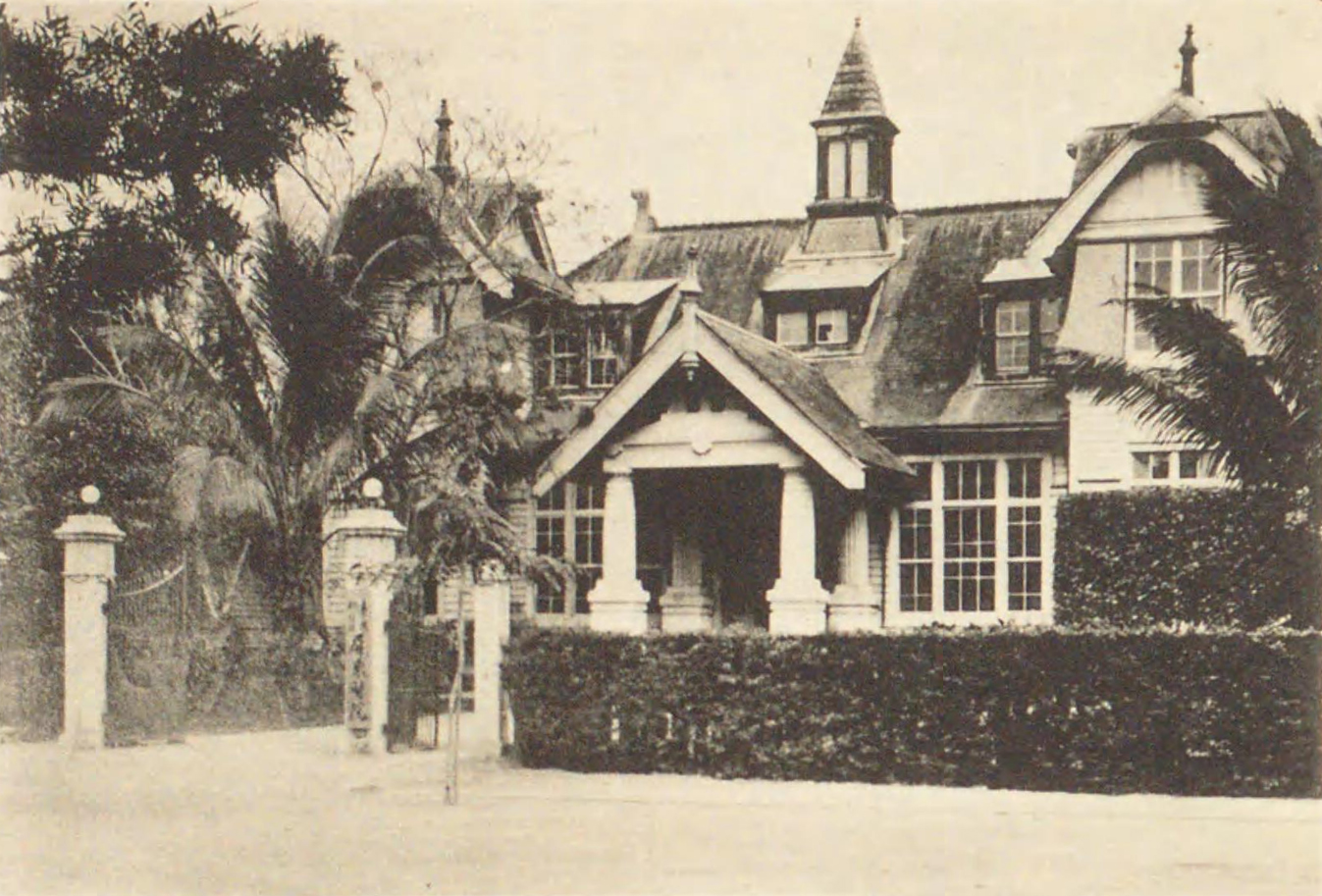
屏東醫院

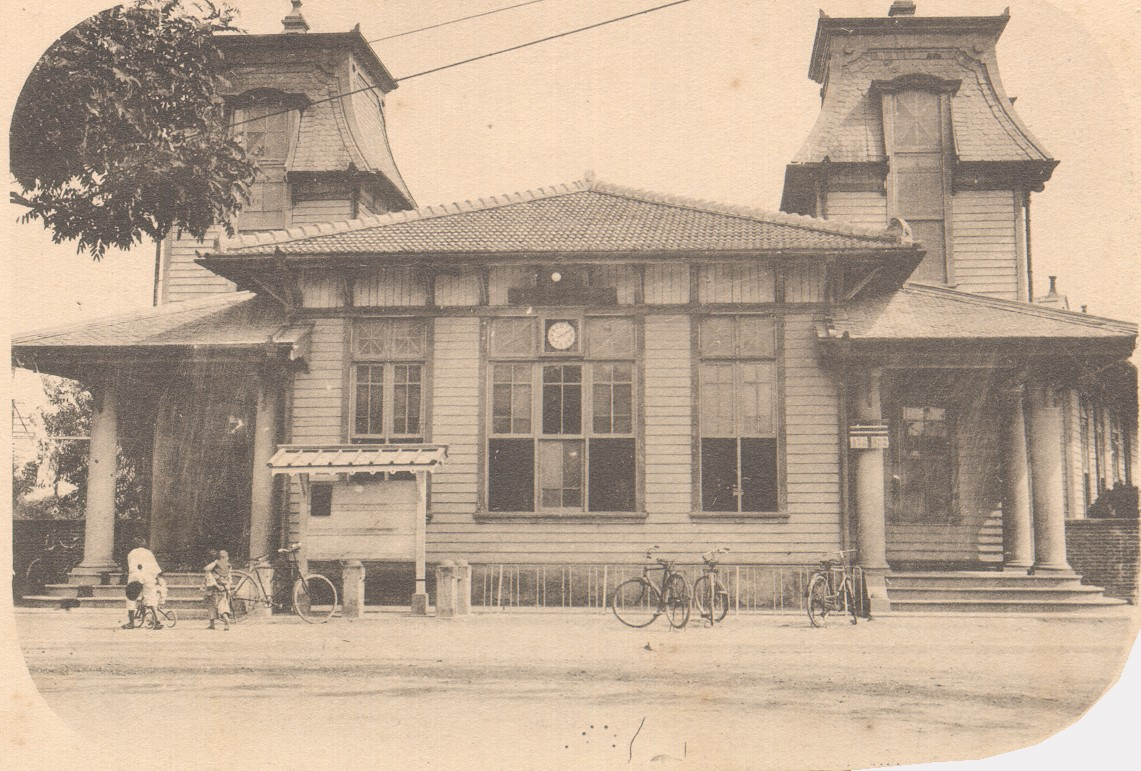
屏東郵便局

- 專賣局屏東支局
- 屏東郵便局

- 屏東信託株式會社
- 末廣館
- 屏東市卸賣市場
- 台灣合同鳳梨株式會社第二工場
- 臺灣總督府植物檢查所高雄分所屏東派出所